# Tristan Tzara
Tristan Tzara (Moineşti, Bacau, Romania, 16 d'abril de 1896-París, 25 de desembre de 1963) va ser un assagista i poeta que va desenvolupar la seva tasca creativa a França. És conegut principalment per ser fundador del moviment dadaista i per haver-ne escrit –primer a Zúric i més tard a París– els primers manifestos del moviment.

## Nom i pseudònims
El nom de Tristan Tzara va ser escollit el 1915: Tzara corresponent a la paraula romanesa tara /ˈ ʦ a. ɾ ə /, terra, país la grafia del qual ha estat occidentalitzada. 
A la dècada del 1960, l'escriptor Ion Vinea afirmava haver estat l'inventor del nom Tzara l'any 1915 i que Tzara va triar Tristany com a primer nom basat en el joc de paraules Ruc Trist. Aquestes afirmacions estan en discussió.
L'historiador Serge Fauchereau, que es basa en un testimoni de Colomba Voronca, la dona de la poeta Ilarie Voronca, afirma que Tzara va explicar el seu pseudònim a partir del joc de paraules trist, que significa en romanès trist al país. Colomba també va negar els rumors que el nom Tristany fos un homenatge a Tristany Corbière o a l'òpera de Wagner Tristany und Isolde, 
Tristan Tzara es va convertir en el nom legal l'any 1925 després de les presentar-hoal Ministeri de l'Interior de Romania. 

## Biografia

### Infància a Moinești (1896-1907)
Samuel Rosenstock va néixer el 16 d'abril de 1896 a Moinești, a la província de Bacău, fill de Filip Rosenstock (1867-1936) i Emilia Zibalis (1874-1948), en una família burgesa enriquida per la indústria petroliera.. Filip Rosenstock dirigeix una companyia petroliera de la qual va ser primer executiu. El seu avi gestiona una explotació forestal que no pot tenir a causa de les lleis antijueves discriminatòries.
Els Rosenstock formen part de la comunitat jueva, objectiu dels moviments nacionalistes, i no poden gaudir de la ciutadania romanesa. La família no és observadora: el pare indica ateu a la secció «religió» del seu passaport.  Els pares van abandonar el Ídix de la seva joventut pel romanès, la llengua parlada a la unitat familiar. 
Samuel té una germana petita Lucie-Marie nascuda Lucicǎ, el juny de 1902,  amb qui va mantenir relacions conflictives marcades per la gelosia. Va viure una infantesa burgesa, rebent classes de piano a casa seva. Miop, Samuel patia una salut fràgil que sovint el mantenia postrat al llit.

### Joventut a Bucarest (1907-1915)
Estudiant a l'escola primària de Moinești, Samuel Rosenstock va abandonar el seu poble natal als onze anys per ser enviat a l'internat Schevitz-Thierrin de Bucarest, per estudiar llengües estrangeres, ciències i arts. Va fer un curs de cultura francesa en un institut privat, va conèixer la literatura a l'institut de Saint-Sava i es va matricular a la secció científica per obtenir el certificat de fi d'estudis a l'institut Mihai-Viteazul. És un bon estudiant i els seus professors noten la seva obertura de ment i la seva incansable curiositat intel·lectual.
El jove es va interessar per la literatura en un moment en què la literatura romanesa estava fortament influenciada pel simbolisme francès i belga. L'escriptor Alexandru Macedonski i el seu cercle, amb la seva revista Literatorul, són al centre d'aquesta activitat literària. A partir de 1892, van atacar la tradició romàntica, i van intentar donar a conèixer Charles Baudelaire, René Ghil, Maurice Maeterlinck, Josephin Péladan i Stéphane Mallarmé. Imitant a Macedonski, Samuel, de 16 anys, va reunir el seu propi cercle simbolista a l'institut, inclòs el seu amic Marcel Janco.  Amb ell, va crear la revista Simbolul l'any 1912, amb la benedicció de Macedonski. La ressenya transposa al romanès els èxits del simbolisme, en particular Maeterlinck, Laforgue i Verhaeren. Samuel hi signa els seus textos amb el pseudònim Samyro. En el primer número, finançat per Janco i distribuït al pati de l'escola, va publicar un dels seus primers poemes, Sobre el riu de la vida, molt inspirat en Verhaeren, al costat de traduccions d’Albert Samain i Henri de Régnier. Més tard, el poeta repudia aquests primers intents poètics.
Paral·lelament, l'any 1913, Samuel començà a escriure, encara en romanès, textos més agosarats, sovint insolents i escolars, que mai serien negats. Aleshores va buscar un nou pseudònim. Després de provar Tristany Ruia, a partir de 1913, va preferir definitivament «Tristan Tzara » el 1915.

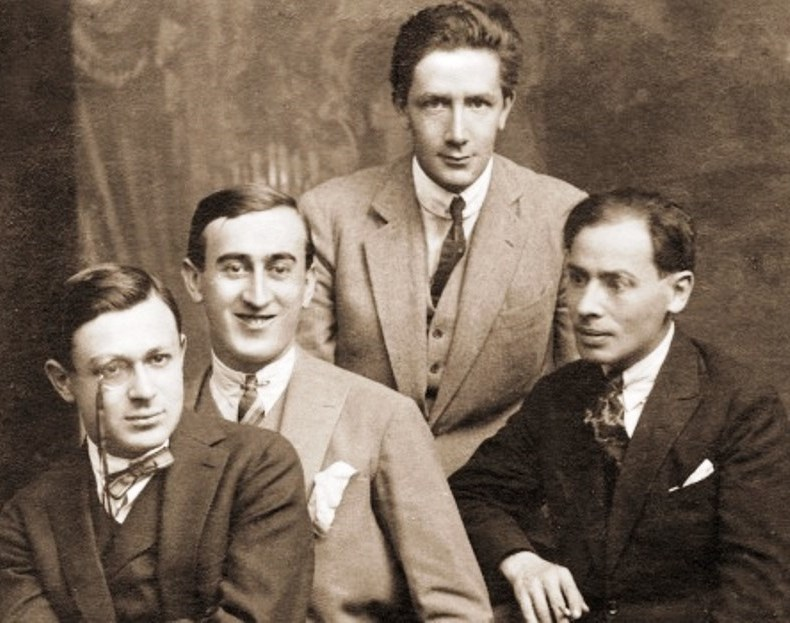
El cercle de Chemarea el 1915. D'esquerra a dreta: Tristan Tzara, M. H. Maxy, Ion Vinea i Jacques G. Costin.

El jove Tzara va ser molt influenciat per Ion Vinea, amb qui es va fer amistat des de l'època de Simbolul. Els dos homes prenen el costum de passar les vacances junts. L'any 1913 van publicar textos a les revistes poètiques Noua Revista Romana i Chemanera. Al mateix temps, Tzara es va apassionar per Hamlet de Shakespeare  i després per l'obra d’Arthur Rimbaud. El Galgenlieder, Cançons de la forca, de Christian Morgenstern va forjar el seu gust per les cançons humorístiques i melancòliques. També és probable que estigués marcat per la figura de Demetru Demetrescu Buzau conegut com a Urmuz, a qui els futurs surrealistes romanesos escollirien com a líder, i de qui Eugen Ionescu diria que era «una mena de Kafka més mecànic, més grotesc, precursor de la revolta literària universal, un dels profetes de la dislocació de les formes socials de pensament i llenguatge».
Tzara va obtenir el seu certificat d'estudis el setembre de 1914 i després es va matricular a la Universitat de Bucarest en matemàtiques i filosofia, mentre que Janco es va matricular a la Politècnica. El jove estudiant va patir ràpidament un profund avorriment que va alimentar la seva revolta, i el va empènyer a marxar a la tardor de 1915 cap a Zuric on Janco el va precedir.

### Zuric (1915-1919)
Zuric és aleshores el refugi de la joventut europea que rebutja la guerra. Tzara es va matricular a la universitat en una classe de filosofia. Però l'avorriment el torna a colpejar: « les sensacions de benestar es van fer rares i es van catalogar tots els plaers: excursions, cafeteries, amics... [24] ». Va necessitar l'entusiasme contagiós de Janco per evitar que tornés a Bucarest. 
A la seva arribada, Tzara es va apropar als futuristes italians. Coneix Albert Saïni, es correspon amb Marinetti que li envia paraules lliures del 1915. La direcció de Tzara va ser distribuïda per Giorgio de Chirico, i el jove va rebre correu en abundància de totes les províncies d'Itàlia. No obstant això, aquesta correspondència el decep. Per a ell, els futuristes no van aconseguir superar el sentimentalisme romàntic. Un projecte d'antologia de poesia negra amb Alberto Savinio va arribar a la seva fi.
Després d'establir-se a Suïssa, el jove poeta va abandonar gairebé completament el romanès com a llengua d'expressió, escrivint la majoria de les seves obres posteriors en francès.
Va ser Marcel Janco qui va conèixer Hugo Ball, un anarquista alemany, que amb la seva dona, la ballarina Emmy Hennings, va voler fundar un cabaret obert a tota dissidència. En Janco s'ofereix a decorar el lloc i immediatament li explica a Tzara el projecte. Ràpidament se'ls va unir Jean Arp, un jove alsacià refractari, trobat a l'atzar en una festa, i tots van anunciar en un comunicat de premsa del 2 de febrer de 1916, la creació d'un centre d'entreteniment artístic. 

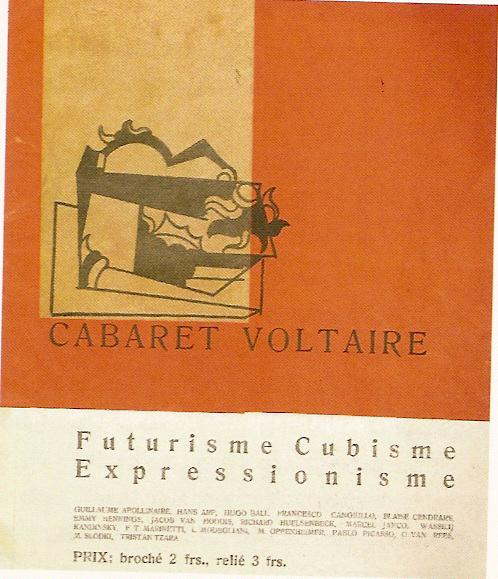
Portada del número únic de Cabaret Voltaire (24 de maig de 1916).

El Cabaret Voltaire que va obrir les portes a la Spiegelgasse va ser un èxit immediat, l'ambient va ser festiu i desenfrenat. El cabaret ofereix exposicions d'art nou, on es barregen futurisme i abstracció, vetllades de ball al ritme de la percussió africana i espectacles improvisats . Richard Huelsenbeck, un activista d'avantguarda que havia fugit d'Alemanya, es va unir al grup el 26 de febrer. 

#### Naixement del moviment Dadà
Tzara va participar en el naixement de la paraula Dadà a Zúric i va ser el propagandista més actiu del moviment, junt amb gent com Hans Arp o Hugo Ball, un corrent revolucionari en literatura que anticipà les actituds del surrealisme. Diu la llegenda que Tzara i Huelsenbeck van introduir un paper a l'atzar en un diccionari de Larousse, que va trobar la paraula Dadà, per tant escollida com a nom del moviment. Huelsenbeck, un altre fundador del moviment dadaista, va afirmar el 1922, en la seva història del dadaisme, que Tzara no va ser mai dadaista (cosa que s'explica per la rivalitat que s'hi oposava regularment), mentre que certs poetes contemporanis veuen en Tzara el líder de l'art nouveau.
S'obre una galeria Dadà on Tzara imparteix conferències sobre modernisme, i en particular l'art abstracte. També va publicar quatre números de la revista DADA, que ràpidament va guanyar una audiència internacional .
Ell mateix va escriure els primers textos Dada: 
- La primera aventura celestial del senyor Antipirina (1916),
- Vint-i-cinc poemes (1918),[29]
- i Set Manifestos Dadà (1924), recull de manifestos llegits o escrits entre 1916 i 1924.

El fenomen Dadà només es va notar a Romania a partir de 1920 i la seva recepció va ser generalment negativa.

### Dadà a París (1920-1924)

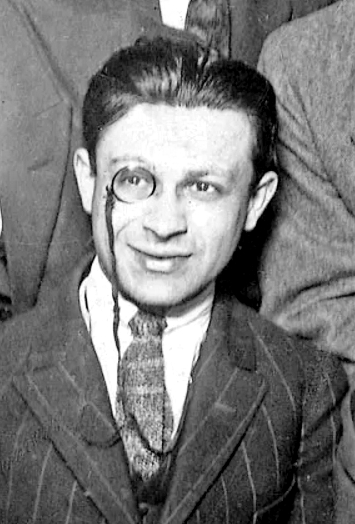
Tristan Tzara (detall), amb un monocle, el 1920.

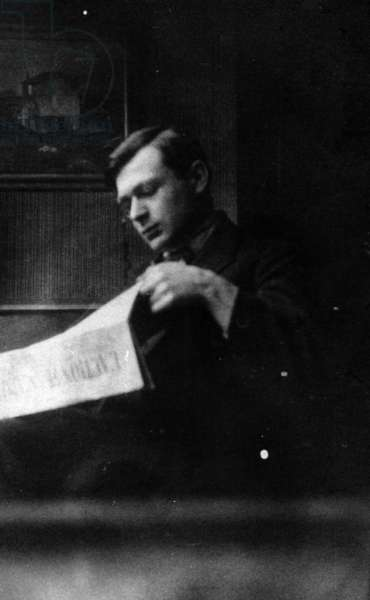
Tristan Tzara llegint L'Action Française vers 1920, Archives Charmet.

André Breton, Philippe Soupault i Louis Aragon estan encantats pels poemes de Tzara, que han llegits a París en les revistes SIC i Nord-Sud, però també en les revistes Dèria. Entren en correspondència. L'any 1915, el pintor Francis Picabia ve a Suïssa per cuidar una depressió nerviosa: Tzara i li es fan amics i entren igualment en correspondència. Durant això estada, troba igualment Émile Malespine amb el qual correspon i Tzara participa en la redacció de la revista lionesa Manòmetre.
El 17 de gener de 1920, Tzara va arribar inesperadament a París a l'apartament de Germaine Everling, a l'adreça que Picabia li havia deixat . Acaba de donar a llum i diu que la Tzara va calmar el nounat fent-lo repetir «Dadà, dadà, dadà». André Breton i els seus dos acòlits van venir aviat a trucar a la casa, i es van sorprendre de veure, en comptes del nou Rimbaud que s'esperaven, un home petit encara rodant la r, però ràpidament es van acostumar a la seva rialla sonora i esclatant.

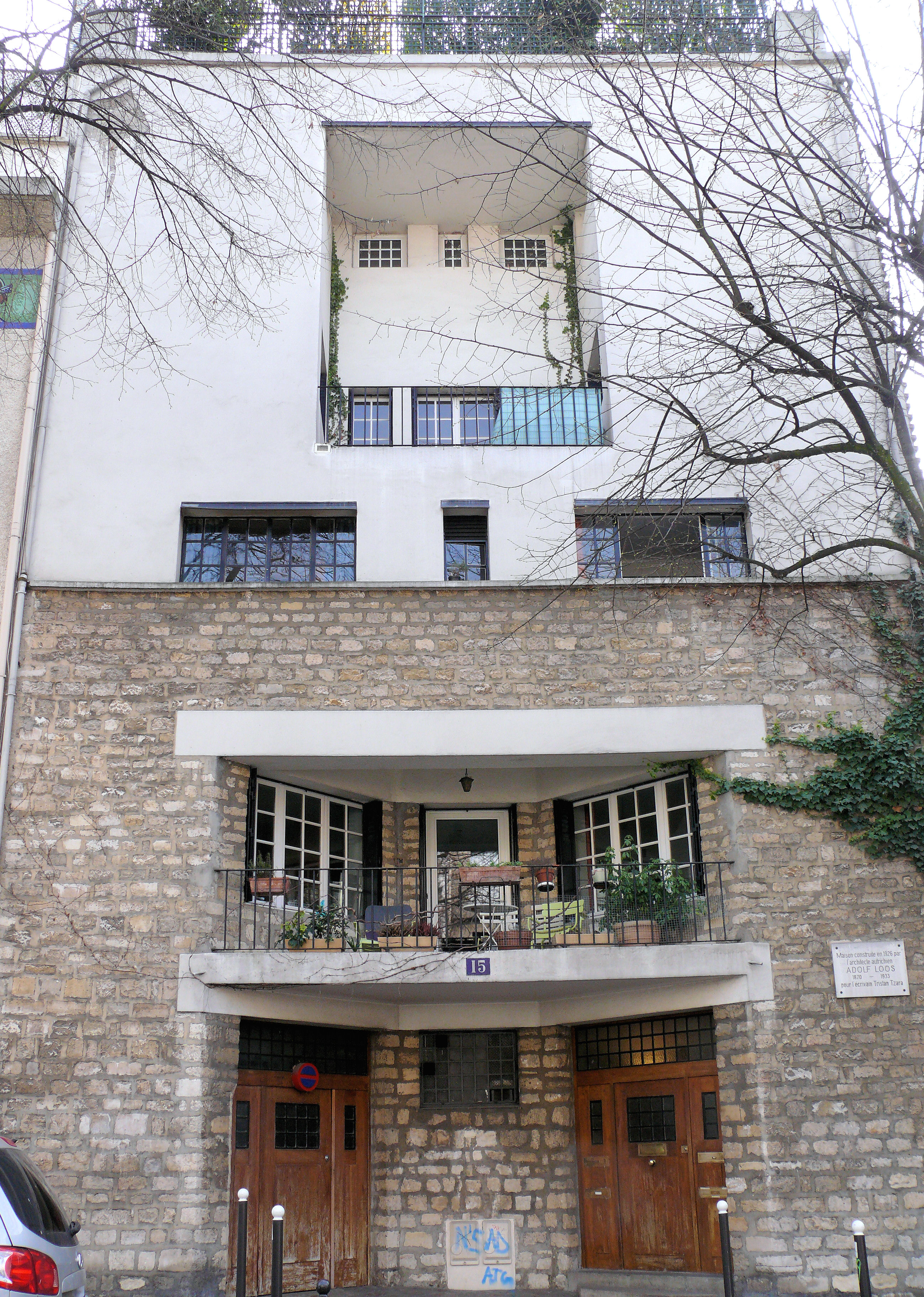
La façana de la casa funcionalista de Tristan Tzara, construïda per a ell a Montmartre per Adolf Loos el 1926, està dissenyada segons els requisits específics de Tzara i està decorada amb objectes d'art africà., carrer Junot 15 al XVIII arrondissement. París.

Posteriorment, tots junts participen en una gran varietat d'activitats destinades a commocionar el públic i destruir les estructures tradicionals de la llengua Tzara no participarà en els inicis del surrealisme, mantenint-se els primers anys en els seus èxits dadaïstes, però s'incorporarà al grup més tard. A partir de 1922, Breton es va oposar a Tzara i després va publicar el primer Manifest del Surrealisme el 1924.
A París organitzà, amb els seus companys de moviment, espectacles al carrer plens d'absurditat per tal d'épater le bourgeois ('escandalitzar la burgesia'), donant un poderós impuls a l'escena dadaista.
Cap a finals de 1929 va embarcar-se en el tot just inaugurat moviment surrealista d'André Breton, Louis Aragon i altres autors; dedicà grans esforços a intentar conciliar les doctrines filosòfiques nihilistes i sofisticades del moviment amb la seva pròpia filiació marxista. Participà activament en el desenvolupament dels mètodes d'escriptura automàtica, entre ells el collage i el cadàver exquisit. D'aquesta època data el seu llibre L'Homme approximatif ('L'home aproximat', 1931).

### Els camins del cor (1925-1929)

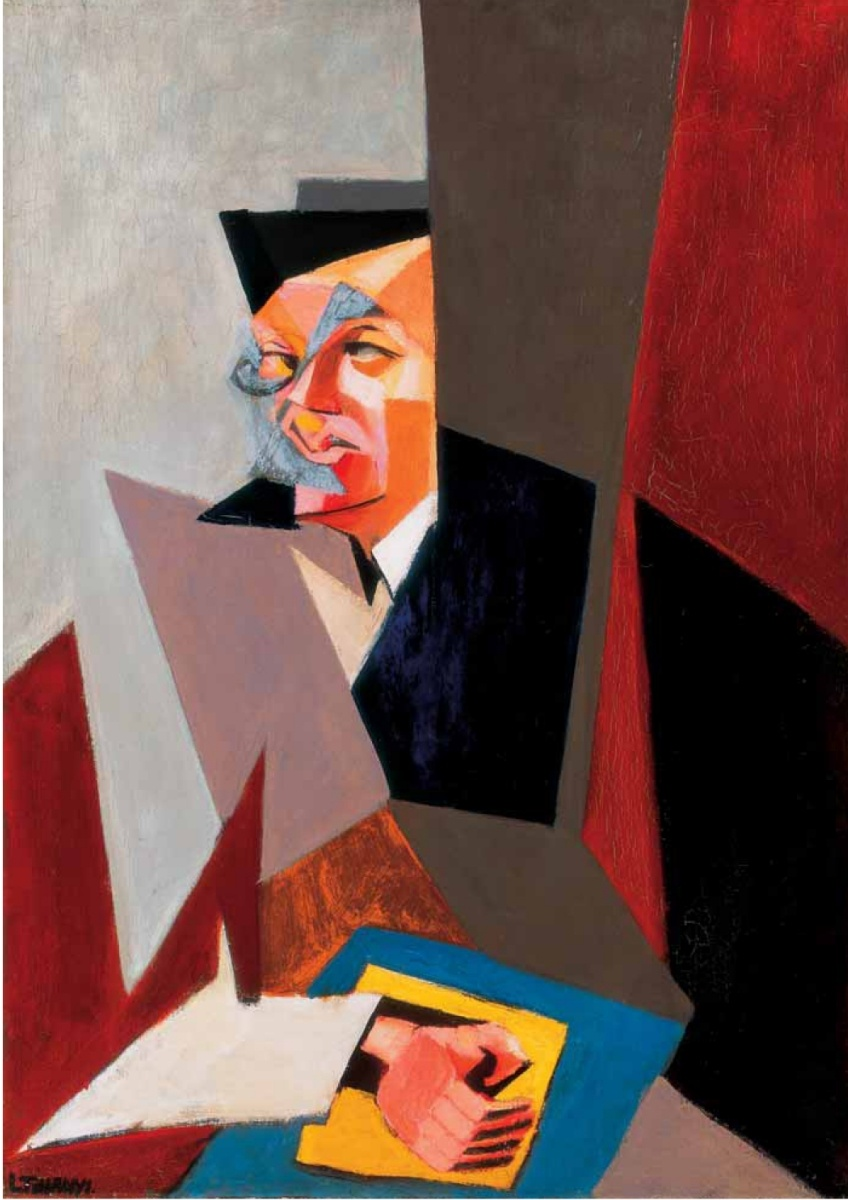
Tristan Tzara de Lajos Tihanyi, 1927, Galeria Nacional Hongaresa.

Tristan Tzara es va casar amb l'artista i poeta sueca Greta Knutson a Estocolm, 1925.  El seu fill Christophe va néixer el 1927. El poeta enamorat va publicar el 1928 Indicadors dels camins del cor . Aquest recull de poemes d'amor marca la seva distància amb els processos d'escriptura dadà: com escriu Jean Frémon, «Tristan Tzara es va tornar al cap el famós barret que es diu que va prendre les paraules a l'atzar dels seus poemes dadaistes».

### El període surrealista (1929-1935)
A partir de 1929, Tzara es va apropar de nou als surrealistes: es reconcilia amb ells a temps per participar en el darrer número de la Revolució Surrealista, publica un assaig sobre la situació de la poesia a Surrealisme al servei de la Revolució, i signava el fullet col·lectiu Paillasse pel qual el grup significa l'exclusió d'Aragon.
La concentració de Tzara arriba en un moment en què el grup surrealista s'enfronta a una situació difícil. Va patir la dissidència dels joves escriptors agrupats al voltant del Gran Joc, girat cap al misticisme, i sobretot, els atacs de la direcció del Partit Comunista, de L'Humanité, i d’Henri Barbusse, que consideraven que la literatura surrealista no encaixava més amb la línia del partit. Dins el grup, Pierre Naville i Gérard Rosenthal van jutjar que s'havia d'abandonar la recerca purament surrealista en favor d'una reacció política a la repressió que va caure sobre Lev Trotski a l'URSS. André Breton es va trobar, doncs, aïllat en la seva recerca d'una conciliació entre les activitats surrealistes i el compromís revolucionari. Davant els qui defensen la continuïtat pura i simple de la recerca surrealista, i els que en defensen l'abandonament en favor del compromís militant, Tzara admet que la posició mitjana que ocupa Breton és la correcta. La publicació a finals d'any del Segon Manifest del surrealista el va convèncer finalment. Tzara es reconeix en un surrealisme que es dona com a credo el de revolta absoluta, insubordinació total i sabotatge de la realitat. També va apreciar l'autocrítica que Breton va fer de certs experiments surrealistes i del seu propi comportament durant la vetllada Cœur à Barbe.
El 1931 va aparèixer l'home aproximat, del qual Tzara havia donat extractes a revistes surrealistes, considerades una obra mestra del surrealisme, en particular per Jean Cassou i Georges Hugnet.

### Compromisos i clandestinitat (1936-1945)
Durant la Segona Guerra Mundial, denunciat pel diari antisemita i col·laboracionista I am everywhere, fou perseguit pel règim de Vichy i la Gestapo.
És a Marsella a finals de 1940-principis de 1941, unint-se al grup d’antifeixistes i refugiats jueus que, protegits pel diplomàtic nord-americà Varian Fry, van intentar fugir de l'Europa ocupada pels nazis. Entre els presents hi havia el socialista antitotalitari Victor Serge, l'antropòleg Claude Lévi-Strauss, el dramaturg Arthur Adamov, el filòsof i poeta René Daumal i diversos destacats surrealistes: Breton, Char i Benjamin Péret, així com els artistes Max Ernst, André Masson, Wifredo Lam, Jacques Hérold, Victor Brauner i Oscar Domínguez. Durant els mesos que van passar junts, i abans que alguns d'ells rebés el permís per marxar cap a Amèrica, van inventar un nou joc de cartes, en el qual la imatgeria tradicional de les cartes va ser substituïda per símbols surrealistes.
Les lleis antisemites romaneses el van privar dels seus drets com a ciutadà romanès el 1942. A la Romania antisemita i aliada de l'Eix, el règim d’Ion Antonescu va ordenar a les llibreries que no venguessin obres de Tzara i d'altres 44 autors jueus romanesos. Tzara troba refugi a diferents pobles del sud de França.
Després es va unir a la Resistència al maquis. Col·laborà amb les revistes de resistència Confluences, Lesétoiles de Quercy i Les lettres françaises i esdevingué delegat del Sud-Oest del Comitè Nacional d'Escriptors. També s'ocupa de l'emissió cultural de la ràdio clandestina de les Forces Francesos Lliures El desembre de 1944, cinc mesos després de l'Alliberament de París, col·labora amb L'Éternelle Revue, un diari procomunista dirigit pel filòsof Jean-Paul Sartre, a través del qual Sartre difon la imatge heroica d'una França unida a la resistència.
Tzara va viure a Ais de Provença després a Souillac (des de desembre de 1942 a agost de 1944) i finalment a TolosaE l seu fill Christophe estava llavors a la resistència al nord de França, després d'haver-se unit als Francs-Tireurs et Partisans.
L'any 1945, sota el govern provisional de la República Francesa, esdevé representant de la regió del sud-oest a l'Assemblea Nacional de París . Segons Irina Livezeanu, «va ajudar a recuperar figures culturals del Sud que s'havien associat amb Vichy».  L'abril de 1946, els seus primers poemes, al costat de peces semblants de Breton, Éluard, Aragon i Dalí, van ser objecte d'una emissió de mitjanit a Radio-París.

### Escriptor comunista (1945-1956)
Després de la guerra, Tristan Tzara va participar al costat de Joan Casso i Max Roqueta en la fundació de l'Institut d'Estudis Occitans.
Després d'obtenir la ciutadania francesa el 12 abril 1947, s'afilià al Partit Comunista Francés. La seva militància s'estendria fins al 1956 quan, arran de la invasió d'Hongria per les tropes soviètiques per soterrar la revolta popular, s'apartà del partit. L'obra d'aquesta època és característicament complexa, tot i la seva major convencionalitat; en destaquen Parler seul ('Parlar a soles', 1950) i La face intérieure ('El rostre interior', 1953).

### Últims anys (1956-1963)
Durant la revolució hongaresa de 1956, quan les tropes soviètiques van entrar a Budapest, es va distanciar del Partit Comunista Francès, del qual era membre des de 1947. El 1960, va ser un dels intel·lectuals que va protestar contra les accions franceses durant la guerra d'Algèria.
Es va retirar de la vida pública, dedicant-se a investigar l'obra del poeta del segle xv, François Villon,i, com el seu col·lega surrealista Michel Leiris, a la promoció de l'art primitiu i africà, que fa anys que col·lecciona.
El 1961, en reconeixement de la seva tasca com a poeta, Tzara va rebre el prestigiós Premi Taormina. Una de les seves últimes activitats públiques va tenir lloc l'any 1962, quan va assistir al Congrés Internacional de Cultura Africana, organitzat pel comissari anglès Frank McEwen i celebrat a la National Gallery de Harare, Rhodèsia del Sud.

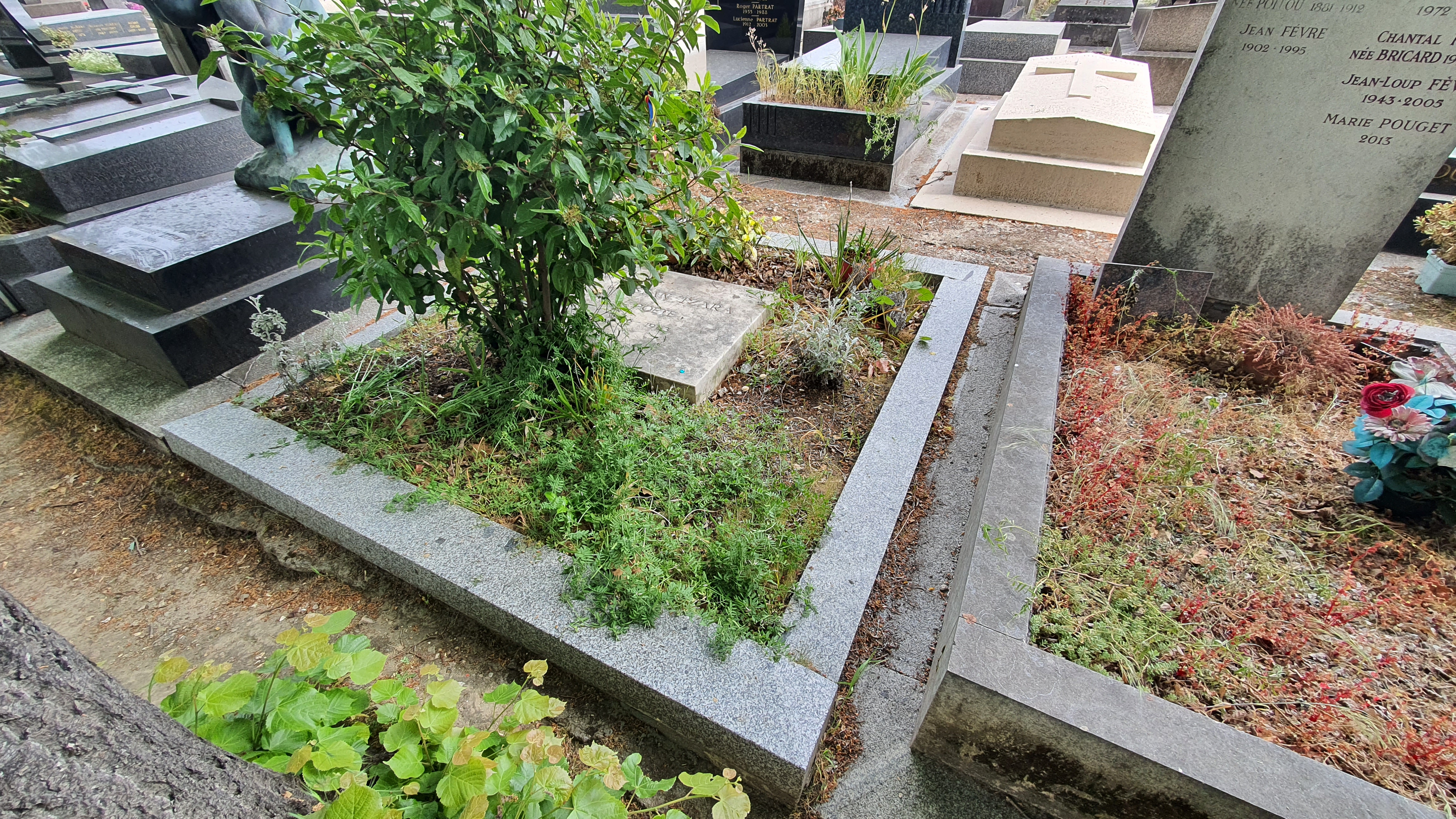
Enterrament de Tristan Tzara a París.

Va morir el 24 desembre 1963 a casa seva el 7 districte de París i és enterrat al cementiri de Montparnasse (8 divisió).
El seu fill Christophe donà aleshores les col·leccions d'art del seu pare a diversos museus, així com els escrits d'aquest últim a la Biblioteca Literària Jacques-Doucet (BLJD) de París, que constitueix la col·lecció Tzara i també aplega tots els arxius del dadaisme.

## Obres
- La primera aventura celestial del senyor Antipirina, 1916
- Vint-i-cinc poemes, 1918
- Primer manifest dadà, 1918
- L'antologia dadà. Obra col·lectiva, 1919
- Set manifestos dadà, 1924
- Sobre els nostres pardals, 1929
- L'home aproximat, 1931, publicat en català com a: L'home aproximatiu, traducció de Vicent Alonso, Gregal Llibres, València, 1986
- On beuen els llops, 1933
- Migdies guanyats, 1939
- El surrealisme i la postguerra. Conferències sobre el surrealisme
- A l'ínterin, 1946
- La fugida, 1947
- El fruit permés, 1947
- La rosa i el gos, 1958